# برگرد پیشم (ترانه آرام)
«برگرد پیشم» (انگلیسی: Come Back to Me) ترانه‌ای از خواننده اهل کره جنوبی، آراِم از بی‌تی‌اس برای دومین آلبوم استودیویی او به نام مکان درست، آدم اشتباه است. این ترانه به عنوان تک‌آهنگ آغازین این آلبوم در ۱۰ مه ۲۰۲۴ توسط بیگ هیت میوزیک منتشر شد. یک موزیک ویدئو همزمان با این تک‌آهنگ منتشر شد.

## فهرست قطعات
- دانلود دیجیتال / استریم

1. «برگرد پیشم» – ۶:۲۸
2. «برگرد پیشم» (radio edit) – ۴:۱۳

## جدول‌های موسیقی
| جدول (۲۰۲۴)                                        | بالاترین جایگاه |
| -------------------------------------------------- | --------------- |
| فروش تک‌آهنگ‌های دیجیتال کانادا (بیلبورد)            | ۷               |
| ۲۰۰ آهنگ جهانی (بیلبورد)                           | ۲۴              |
| دانلود ژاپن (بیلبورد ژاپن)                         | ۱۸              |
| تک‌آهنگ‌های دیجیتال ژاپن (اوریکون)                   | ۱۶              |
| تک‌آهنگ‌های بین‌المللی هند (آی‌ام‌آی)                   | ۱               |
| هلند (گلوبال تاپ ۴۰)                               | ۳۱              |
| تک‌آهنگ‌های داغ نیوزیلند (آرام‌ان‌زی)                  | ۱۱              |
| سنگاپور (آرآی‌ای‌ای)                                 | ۲۰              |
| کره جنوبی (گائون)                                  | ۸۱              |
| تک‌آهنگ‌های بریتانیا (اوسی‌سی)                        | ۸۰              |
| ایالات متحده فوران‌کننده زیر ۱۰۰ آهنگ داغ (بیلبورد) | ۳               |
| ترانه‌های دیجیتال ایالات متحده (بیلبورد)            | ۳               |